# Hawdala

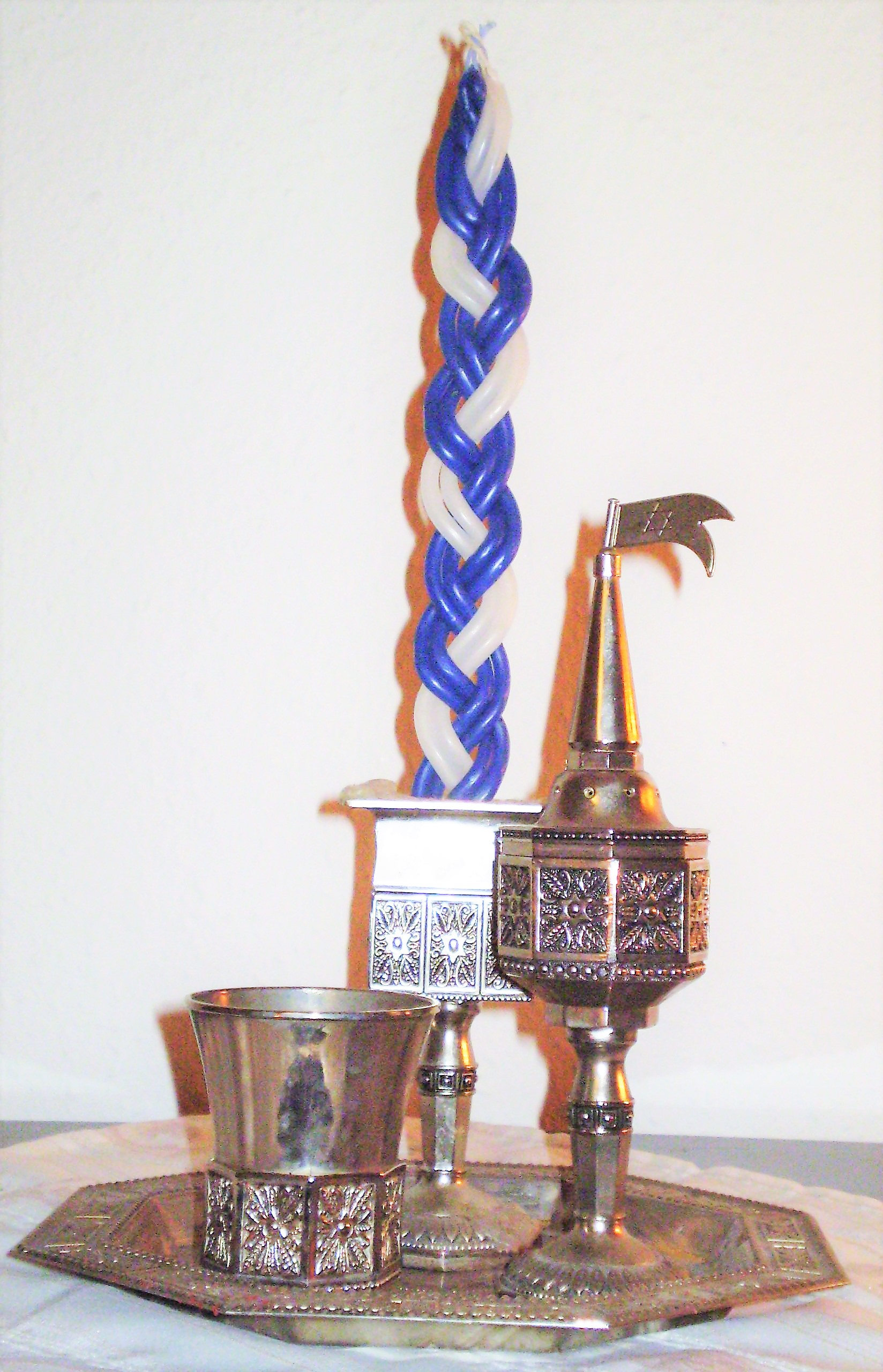
Świeca, balsaminka i pucharek kiduszowy wykorzystywane przy ceremonii hawdali

Hawdala (hebr. ‏הבדלה‎ hawdala, dosł. „różnica, rozróżnienie”; jid. ‏הבֿדלה‎ hawdole) – w judaizmie ceremonia oddzielenia czasu szabatu lub innych świąt od dnia powszedniego. Nabożeństwo to odprawiane jest na pożegnanie święta, by zaznaczyć jego wyjątkowość w stosunku do zwykłego dnia tygodnia.
Hawdala odbywa się poprzez udzielenia błogosławieństw:
- błogosławieństwa wstępnego,
- błogosławieństwa nad winem,
- błogosławieństwa nad wonnymi ziołami (przechowywanymi w Balsamince).
- błogosławieństwa nad światłem (konieczna jest świeca z kilkoma knotami, łączącymi się w jeden)[1].